# FNSうたの夏まつり

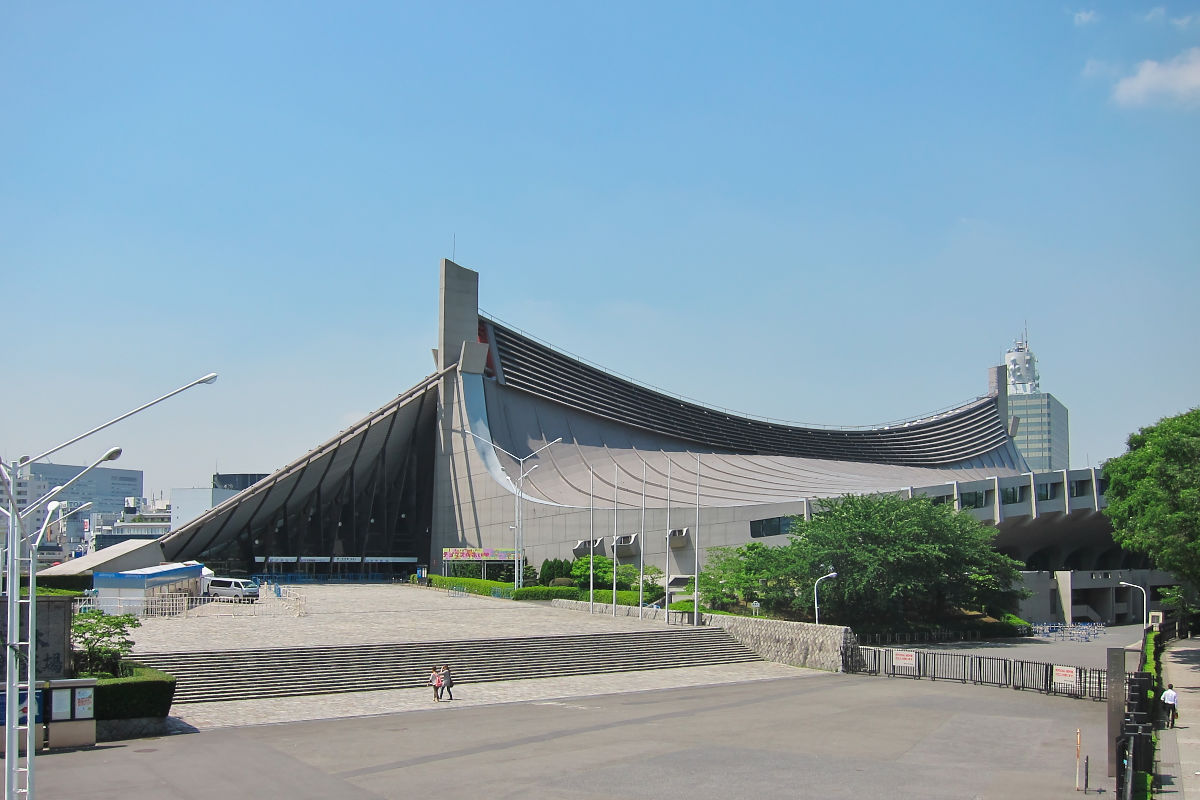
会場として使用されて番組の生放送が行われていた代々木第一体育館（2012年から2015年まで）

『FNSうたの夏まつり』（エフエヌエスうたのなつまつり、英:FNS MUSIC FES. IN SUMMER）は、『FNS歌謡祭』に続き、フジテレビ系列（FNS）で2012年から2019年まで、2020年からは『FNS歌謡祭 夏』（エフエヌエスかようさい なつ、英:FNS MUSIC FES. SUMMER）として毎年1回、7月又は8月（夏）のゴールデンタイム・プライムタイム（JST）を中心に4時間前後（2012年〜2015年、2017年〜） 又は10時間超（2016年） にわたって生放送されている日本の大型音楽番組である。
“夏の『FNS歌謡祭』”という称呼もされる。『FNS歌謡祭』の派生番組で、同番組同様に『FNS』と呼ばれることが多い。ただし、『FNS歌謡祭』と区別する際は、『うたの夏まつり』『夏まつり』『夏のFNS』と呼ばれる場合がある。

## 沿革・概要
同局で1974年から年末に毎年1回放送されている大型音楽番組『FNS歌謡祭』から派生し、2012年より放送開始され毎年1回、7月下旬又は8月上旬に当番組が放送されている。司会者は『FNS歌謡祭』と原則同じ。また、当番組が放送開始前の2011年には、前身番組及び特別編として『FNS歌謡祭 うたの夏まつり2011』が放送された。
『FNS歌謡祭』ではグランドプリンスホテル新高輪「飛天」（2015年以降は第1夜）が会場として使用されているのに対して、当番組では観客を入れるライブ形式がメインとなっている（2016年以降の『FNS歌謡祭 第2夜』も同様）。
第1回（2012年）から第4回（2015年）までは、代々木第一体育館で開催されているa-nation musicweekのステージにセットを増築して放送。ステージは『FNS歌謡祭』と同じく2か所設置している。第1回ではFNS歌謡祭と同じく向かい合わせに置かれていたが、会場が広くステージ間の移動距離が長くなることを考慮して、第2回以降は隣り合わせに2ステージ設営された。
第5回（2016年）は、この年のみ会場が「フジテレビ湾岸スタジオ」に、さらに昼前から夜（ゴールデンタイム・プライムタイム）までの11時間超の生放送が行われた。また、事前収録のVTR企画が行われた。
第6回（2017年）は、この年から会場がお台場のフジテレビ本社「FCGビル」へ変更され、第4回以来の2年ぶりに夜（ゴールデンタイム・プライムタイム）での4時間超の生放送へ戻る。また、例年のライブ形式から、各周年の節目を迎えるアーティストが出演してメドレーやトーク・VTR企画が行われる内容へリニューアルされた。
第7回（2018年）からは、ミュージカルメドレーが行われ前年の『2017 FNS歌謡祭 第2夜』の内容を踏襲したものとなっている。
放送翌日には、フジテレビの朝や昼の情報・報道番組で当番組の名場面や舞台裏模様を放映することが恒例となっている。

### 番組の進行
『FNS歌謡祭』同様で、オープニングは放送開始とともにいきなり1曲目が始まり、司会者の挨拶は最初の数曲が終了した後に入る。また歌前トークは原則ないため、司会の出番は他の音楽番組と比べて少ない。会場にはアーティストの他に、披露される楽曲のタイアップに関連する著名人（俳優・スポーツ選手・お笑い芸人など）がゲストで招かれ、幕間に司会とのトークが挟まれる。また、出演アーティスト同士のコラボレーション（共演）で楽曲を披露するのが多めの番組構成となっている。

### その他
番組の放送中にインターネットの連動で、番組公式のTwitterで出番前や出番後のアーティストや番組の裏側を紹介するツイートが投稿されている。以降、毎年行われている。

## 放送データ一覧
- 各年度の平均視聴率はビデオリサーチ調べ、関東地区・世帯・リアルタイム。
- 司会者のうち、◎を付けた人物はフジテレビアナウンサー（放送当時のもの含む）

### FNSうたの夏まつり
| 放送回 | 放送日        | 放送曜日 | 放送時間（JST）                                                                               | 放送タイトル                                | 総合司会   | 総合司会          | 進行役    | 会場                          | 平均視聴率                                                    |
| 放送回 | 放送日        | 放送曜日 | 放送時間（JST）                                                                               | 放送タイトル                                | 男性司会者 | 女性司会者        | 進行役    | 会場                          | 平均視聴率                                                    |
| ------ | ------------- | -------- | --------------------------------------------------------------------------------------------- | ------------------------------------------- | ---------- | ----------------- | --------- | ----------------------------- | ------------------------------------------------------------- |
| 第1回  | 2012年8月8日  | 水曜日   | 19:00 - 23:08                                                                                 | 2012 FNSうたの夏まつり                      | 草彅剛     | 高島彩            | 不在      | 代々木第一体育館              | 14.4%                                                         |
| 第2回  | 2013年7月31日 | 水曜日   | 18:55 - 23:08                                                                                 | 2013 FNSうたの夏まつり                      | 草彅剛     | ◎加藤綾子         | 不在      | 代々木第一体育館              | 14.9%                                                         |
| 第3回  | 2014年8月13日 | 水曜日   | 19:00 - 23:08                                                                                 | 2014 FNSうたの夏まつり                      | 草彅剛     | ◎加藤綾子         | 不在      | 代々木第一体育館              | 14.5%                                                         |
| 第4回  | 2015年7月29日 | 水曜日   | 19:00 - 20:53（第1部） 20:53 - 23:08（第2部）                                                 | 2015 FNSうたの夏まつり                      | 渡部建     | 森高千里          | ◎軽部真一 | 代々木第一体育館              | 10.7%（第1部） 13.3%（第2部）                                 |
| 第5回  | 2016年7月18日 | 月曜日   | 11:45 - 16:50（第1部） 17:20 - 19:00（第2部） 19:00 - 21:00（第3部） 22:00 - 23:24（-夜FES-） | 2016 FNSうたの夏まつり 〜海の日スペシャル〜 | 渡部建     | 森高千里          | 加藤綾子  | フジテレビ本社「FCGビル」ほか | 06.1%（第1部） 08.8%（第2部） 10.9%（第3部） 10.5%（-夜FES-） |
| 第6回  | 2017年8月2日  | 水曜日   | 19:00 - 20:50（第1部） 20:50 - 23:18（第2部）                                                 | 2017 FNSうたの夏まつり 〜アニバーサリーSP〜 | 渡部建     | 森高千里 加藤綾子 | 不在      | フジテレビ本社「FCGビル」ほか | 07.7%（第1部） 09.7%（第2部）                                 |
| 第7回  | 2018年7月25日 | 水曜日   | 19:00 - 23:28                                                                                 | 2018 FNSうたの夏まつり                      | 渡部建     | 森高千里 加藤綾子 | 不在      | フジテレビ本社「FCGビル」ほか | 12.2%                                                         |
| 第8回  | 2019年7月24日 | 水曜日   | 19:00 - 23:28                                                                                 | 2019 FNSうたの夏まつり                      | 渡部建     | 森高千里 加藤綾子 | 不在      | フジテレビ本社「FCGビル」ほか | 11.5%                                                         |

### FNS歌謡祭 夏
| 放送回 | 放送日        | 放送曜日 | 放送時間（JST）                               | 放送タイトル      | 総合司会   | 総合司会   | 会場                      | 平均視聴率                    |
| 放送回 | 放送日        | 放送曜日 | 放送時間（JST）                               | 放送タイトル      | 男性司会者 | 女性司会者 | 会場                      | 平均視聴率                    |
| ------ | ------------- | -------- | --------------------------------------------- | ----------------- | ---------- | ---------- | ------------------------- | ----------------------------- |
| 第1回  | 2020年8月26日 | 水曜日   | 18:30 - 19:00（第1部） 19:00 - 23:03（第2部） | 2020 FNS歌謡祭 夏 | 相葉雅紀   | ◎永島優美  | フジテレビ本社「FCGビル」 | 06.2%（第1部） 11.1%（第2部)  |
| 第2回  | 2021年7月14日 | 水曜日   | 18:30 - 19:00（第1部） 19:00 - 22:48（第2部） | 2021 FNS歌謡祭 夏 | 相葉雅紀   | ◎永島優美  | フジテレビ本社「FCGビル」 | 06.4%（第1部） 10.1%（第2部） |
| 第3回  | 2022年7月13日 | 水曜日   | 18:30 - 19:00（第1部） 19:00 - 21:54（第2部） | 2022 FNS歌謡祭 夏 | 相葉雅紀   | ◎永島優美  | フジテレビ本社「FCGビル」 | 04.7%（第1部） 08.8%（第2部） |
| 第4回  | 2023年7月12日 | 水曜日   | 18:30 - 19:00（第1部） 19:00 - 21:54（第2部） | 2023 FNS歌謡祭 夏 | 相葉雅紀   | ◎永島優美  | フジテレビ本社「FCGビル」 | 04.4%（第1部） 08.3%（第2部） |
| 第5回  | 2024年7月3日  | 水曜日   | 18:30 - 19:00（第1部） 19:00 - 21:54（第2部） | 2024 FNS歌謡祭 夏 | 相葉雅紀   | ◎井上清華  | フジテレビ本社「FCGビル」 | 04.6%（第1部） 08.0%（第2部） |
| 第6回  | 2025年7月2日  | 水曜日   | 18:30 - 22:48                                 | 2025 FNS歌謡祭 夏 | 相葉雅紀   | ◎井上清華  | フジテレビ本社「FCGビル」 | 05.0%（第1部） 07.6%（第2部） |

## 歴代トップバッター&トリ
2012年 - 2014年は3年連続でSMAPがトップバッターを務め、2012年 - 2015年は4年連続で同じくSMAPがトリを務めていた。

### トップバッター
| 年（回）         | アーティスト                              | 楽曲                                |
| ---------------- | ----------------------------------------- | ----------------------------------- |
| 2012年（第1回）  | SMAP                                      | Moment                              |
| 2013年（第2回）  | SMAP                                      | SHAKE                               |
| 2014年（第3回）  | SMAP                                      | SHAKE                               |
| 2015年（第4回）  | EXILE                                     | Rising Sun                          |
| 2016年（第5回）  | THE ALFEE×ナオト・インティライミ          | シーサイド・バウンド                |
| 2017年（第6回）  | 大黒摩季                                  | 熱くなれ                            |
| 2018年（第7回）  | 小池徹平×ワンピース音宴                   | ウィーアー!                         |
| 2019年（第8回）  | TUBE×E-girls                              | あー夏休み                          |
| 2020年（第9回）  | DA PUMP×m.c.A・T                          | Feelin' Good -It's PARADISE-        |
| 2021年（第10回） | King & Prince                             | Love so sweet                       |
| 2022年（第11回） | NEWS×Hey! Say! JUMP×Kis-My-Ft2×なにわ男子 | weeeek                              |
| 2023年（第12回） | DA PUMP×ガチャピン・ムック                | サンライズ・ムーン 〜宇宙に行こう〜 |
| 2024年（第13回） | DA PUMP×JDSFブレイキン ジュニア強化選手   | Pump It Up! feat. TAKUMA THE GREAT  |

### トリ
| 年（回）         | アーティスト                  | 楽曲                 |
| ---------------- | ----------------------------- | -------------------- |
| 2012年（第1回）  | SMAP                          | gift                 |
| 2013年（第2回）  | SMAP×津野米咲（赤い公園）×ALL | Joy!!                |
| 2014年（第3回）  | SMAP                          | Top Of The World     |
| 2015年（第4回）  | SMAP                          | 華麗なる逆襲         |
| 2016年（第5回）  | 桑田佳祐                      | 百万本の赤い薔薇     |
| 2017年（第6回）  | 萩原健一                      | SHOKEN TRAIN         |
| 2018年（第7回）  | ALL LINE UP                   | 上を向いて歩こう     |
| 2019年（第8回）  | ALL LINE UP                   | 愛燦燦               |
| 2020年（第9回）  | ALL LINE UP                   | 夏の終りのハーモニー |
| 2021年（第10回） | BEGIN×明石家さんま×Snow Man   | 笑顔のまんま         |
| 2022年（第11回） | NEWS                          | LOSER                |
| 2023年（第12回） | NEWS                          | weeeek               |
| 2024年（第13回） | NEWS×チアリーマンズ           | 「生きろ」           |
| 2025年（第14回） | NEWS                          | チャンカパーナ       |

## ネット局
| 放送対象地域   | 放送局                    | 系列                                           | 備考   |
| -------------- | ------------------------- | ---------------------------------------------- | ------ |
| 関東広域圏     | フジテレビ（CX）          | フジテレビ系列                                 | 制作局 |
| 北海道         | 北海道文化放送（UHB）     | フジテレビ系列                                 |        |
| 岩手県         | 岩手めんこいテレビ（mit） | フジテレビ系列                                 |        |
| 宮城県         | 仙台放送（OX）            | フジテレビ系列                                 |        |
| 秋田県         | 秋田テレビ（AKT）         | フジテレビ系列                                 |        |
| 山形県         | さくらんぼテレビ（SAY）   | フジテレビ系列                                 |        |
| 福島県         | 福島テレビ（FTV）         | フジテレビ系列                                 |        |
| 新潟県         | NST新潟総合テレビ（NST）  | フジテレビ系列                                 |        |
| 長野県         | 長野放送（NBS）           | フジテレビ系列                                 |        |
| 静岡県         | テレビ静岡（SUT）         | フジテレビ系列                                 |        |
| 富山県         | 富山テレビ（BBT）         | フジテレビ系列                                 |        |
| 石川県         | 石川テレビ（ITC）         | フジテレビ系列                                 |        |
| 福井県         | 福井テレビ（FTB）         | フジテレビ系列                                 |        |
| 中京広域圏     | 東海テレビ（THK）         | フジテレビ系列                                 |        |
| 近畿広域圏     | 関西テレビ（KTV）         | フジテレビ系列                                 |        |
| 島根県・鳥取県 | さんいん中央テレビ（TSK） | フジテレビ系列                                 |        |
| 岡山県・香川県 | 岡山放送（OHK）           | フジテレビ系列                                 |        |
| 広島県         | テレビ新広島（TSS）       | フジテレビ系列                                 |        |
| 愛媛県         | テレビ愛媛（EBC）         | フジテレビ系列                                 |        |
| 高知県         | 高知さんさんテレビ（KSS） | フジテレビ系列                                 |        |
| 福岡県         | テレビ西日本（TNC）       | フジテレビ系列                                 |        |
| 佐賀県         | サガテレビ（STS）         | フジテレビ系列                                 |        |
| 長崎県         | テレビ長崎（KTN）         | フジテレビ系列                                 |        |
| 熊本県         | テレビ熊本（TKU）         | フジテレビ系列                                 |        |
| 鹿児島県       | 鹿児島テレビ（KTS）       | フジテレビ系列                                 |        |
| 沖縄県         | 沖縄テレビ（OTV）         | フジテレビ系列                                 |        |
| 大分県         | テレビ大分（TOS）         | 日本テレビ系列／フジテレビ系列                 |        |
| 宮崎県         | テレビ宮崎（UMK）         | フジテレビ系列／日本テレビ系列／テレビ朝日系列 |        |

### 備考
日本テレビ系列とのクロスネット局であるテレビ大分（TOS）は時差ネットで放送する。ただし、2016年のみ第1部に限り同時ネットとした。

## スタッフ
2025年
- 構成：山内浩嗣
- 作家：ゆーやん
- 音楽監督：武部聡志
- 協力：ハーフトーンミュージック
- 美術協力：フジアール、チトセアート、ナカムラ綜美、エスケイシステム、テルミック、野沢園、京花園、東京特殊効果、nu−nu−nu、山田かつら、東京TUBE
- 技術協力：fmt、共同テレビジョン、サンフォニックス、放映サービス、田中電設工業、共立、ニューテレス、ワンツー・ワンツー、ウエストワン、明光セレクト、ロケット、ピーシーライツ、デジデリック、MTプランニング、CODE
- 制作協力：イースト、デジタルスペック
- 編成：長嶋大介、水戸祐介
- 広報：長田裕依
- 編集ディレクター：松本絵理、黒岩栄治、阪本玲以
- 宣伝ディレクター：城山海周、小野瀬端貴、小板航
- SNS担当：浅尾和寿、高木靖也
- 送出ディレクター：花輪研斗
- AD：後奈津美、長岡花瀬
- フロアディレクター：大野悟、松舘ちひろ、萩原渓太郎、望月浩平
- 進行プロデューサー：相場優衣子、渡辺由貴
- 制作：竹内誠
- プロデューサー：太田秀司、中村峰子、島田和正、土田芳美、宇賀神裕子、後藤夏美、加藤万貴、福井倫子
- Special Thanks：石田弘
- 球体演出：川上惇
- 総合演出：松永健太郎
- チーフプロデューサー：浜崎綾
- 制作著作：フジテレビ

### 過去のスタッフ
- 構成：大野ケイスケ
- 運営協力：キョードー東京
- 協力：エイベックス・ライヴ・クリエイティヴ、国立代々木競技場第一体育館、チャンプオート、ゲッティ、ディズニー・デラックス
- 撮影協力：アクアシティお台場
- 美術協力：コマデン、興進電化、テレフィット
- 技術協力：東通、ネクシオン、H!BINO、バンセイ、SHURE、RPG、伊東洋行、富士ライト商事、RRONE★VILLAGE、DRONE★VILLAGE、Feel Live Inc.、4-Legs、三穂電機、SIS、レントアクト昭特
- 制作協力：クリーク・アンド・リバー社、ザ・スピングラス
- 編成：藤井修、西原恵
- 広報：佐藤未郷、木場晴香、平井隆、北村桃子、竹田恵理子
- 送出ディレクター：加藤智章、青木あゆみ、塩谷亮、志賀一寿、吉本裕亮
- 編集ディレクター：唐雅則、三好達也、後藤悠樹
- フロアディレクター：樋川優美、中村舞、野原里奈
- トークディレクター：佐藤正樹
- ロケディレクター：松清弘卓
- プロデューサー：冨田哲朗、石川綾一、若林美樹、河本晃典、湯瀬恵理子、金井由紀子、宮崎鉄平、竹岡直弘、岩田恵、早川和希
- チーフプロデューサー：きくち伸、黒木彰一、板谷栄司、三浦淳
- 制作：港浩一、金田耕司、夏野亮、佐々木将、太田一平

## 各局の夏の大型音楽番組
- 思い出のメロディー（NHK、1969年 - 2019年）
- 夏祭りにっぽんの歌（テレビ東京系列ほか、1970年 - 2019年）
- 音楽の日（TBS系列、2011年 - ）
- THE MUSIC DAY（日本テレビ系列、2013年 - ）
- テレ東音楽祭[注 17]（テレビ東京系列ほか、2014年 - ）
- MUSIC STATION ウルトラFES（テレビ朝日系列、2015年 - 2018年）
- ライブ・エール（NHK、2020年 - 2024年）